# Johann Gottfried Jugel
Johann Gottfried Jugel (* 1707; † 12. Mai 1786 in Berlin) war ein deutscher Markscheider, Guardein, Alchemist und Schriftsteller. Jugels Werke erschienen unter den Pseudonymen Philosophiae cultor und Der geheimen Naturwissenschaft cultor, denen er seine Initialen I.G.I. bzw. J.G.J. hinzusetzte.
Die genaue Herkunft Jugels und seine Biografie sind so gut wie unbekannt. Er wurde in der Oberlausitz geboren, weitere Lebensstationen waren Zittau und Dresden. Seit dem Jahre 1742 stand er als Bergdirektor im preußischen Staatsdienst.
Nach seiner Pensionierung im Jahre 1771 zog Johann Gottfried Jugel nach Berlin, wo er Mitglied der Rosenkreuzer wurde.

## Werke

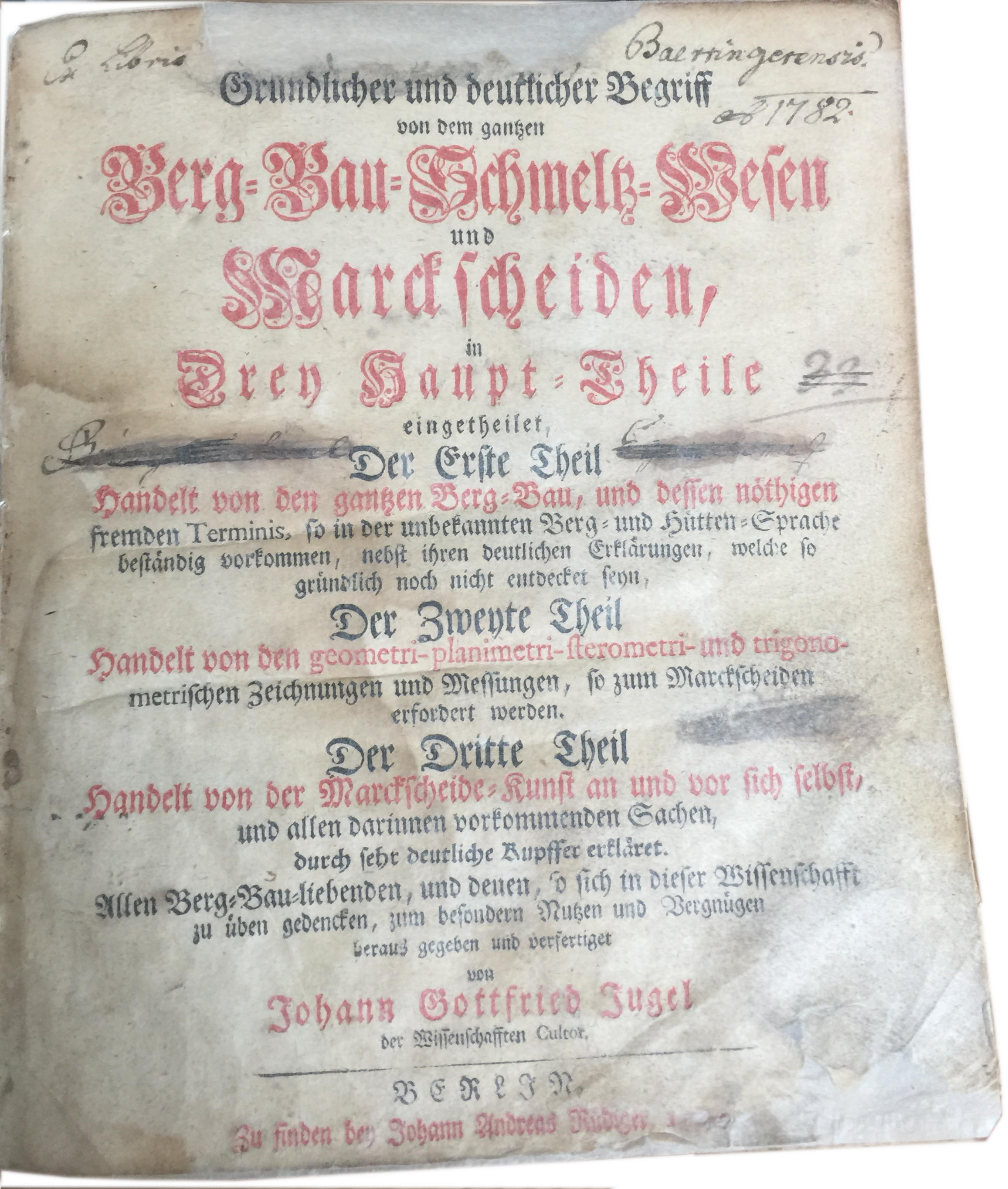
Titelseite: Gründlicher und deutlicher Begriff von dem ganzen Berg-Bau-Schmelz-Wesen und Marckscheiden

- Gründlicher und deutlicher Begriff von dem ganzen Berg-Bau-Schmelz-Wesen und Marckscheiden, Berlin, 1744
- Geometria subterranea oder untererdische Messkunst der Berg- und Grubengebäude, insgemein die markscheidekunst genannt, Leipzig 1773
- Gründliche Anleitung zu der vollkommenen Bau-Kunst, Berlin 1744
- Die vollkommene Bergwerckskunst oder der Bergmann vom Leder und der Bergmann vom Feuer, Berlin 1771
- Höchstnützliches Berg- und Schmeltz-Buch, Berlin 1743
- Mineralischer Haupt-Schlüßel als Anweisung zu Röst- und Schmeltz-Arbeiten, Zittau/Leipzig 1753 (Digitalisat ETH)
- Freyentdeckte Experimental=Chymie, oder Versuch Den Grund natürlicher Geheimnisse durch die Anatomie und Zerlegungskunst, in dem astralischen, animalischen, vegetabilischen und mineralischen Reiche durch systematische Grundsätze, lehrsätze, beweise, gegensätze...nebst dem deutlichen Naturbegriffe der metallischen generation, Leipzig 1766
- Gründliche Nachricht von dem wahren metallischen Saamen, oder Prima Materia Metallorum, wie aus derselbe das gantze mineralische Reich seinen Ursprung hat. Nach eigener Erfahrung geprüfet, durch ordentliche Würckungen der Natur bestätiget, und auf eine vorher noch unbekannte Art der Welt mithetheilet, Leipzig/Zittau 1754
- Dicta philosophica, oder General-Physik dieser sichtbaren Welt, von der Generation aller Dinge, aus der wahren Prima Materia, besonders aber der Geschöpfe im mineralischen Reich; der Creaturen Auf- und Untergang, wie auch deren Verherrlichung daraus zu erkennen; den Grund zu den höchsten Geheimnissen der Natur zu erlangen; alle geheimne Wirkungen offenherzig zu betrachten, dass dadurch der so lang verborgene Nutzen mit Augen zu sehen und zu begreifen, Breslau 1764
- Von der Scheidung Der Vier Elementen aus dem Ersten Chaos, Und Wie nach deren eingepflanzten Liebe eines in dem andern unaufhörlich seine Würkung verrichtet, Berlin 1744
- Sehr geheim gehaltene und nunmehro frey entdeckte experimentirte Kunst-Stücke die schönsten und raresten Farben zu verfertigen; ingleichen die Vergoldung und Versilberung, sowohl kalt, als im Feuer, auf Metall, Glas und Porcellain, den feinsten gelben und weissen Tombac, rare Compositionen der Edelgesteine, Glasuren, Holz- und Stein-Vergoldung zumachen; wie auch Anweisung, das metallische Wachsthum zu befördern, das Gold radicaliter aufzuschließen, unreife Edelgesteine zur Reife zu bringen, fleckichte und gelbe Diamanten zu reinigen, und den blassen ihr Feuer wieder zu geben; nebst vielen andern unbekannten chemischen Experimenten, und geheimen Naturarbeiten., Zittau/Leipzig 1789